# M. Veress Zsuzsanna
M. Veress Zsuzsanna (Lupény, 1946. november 10. – Temesvár, 1991. január 24.) erdélyi magyar költő, prózaíró, Mandics György felesége.

## Életútja, munkássága
Középiskolai tanulmányait Petrozsényben kezdte, s a nagyenyedi Bethlen Gábor Kollégium tanítóképzőjében végzett (1966). Ezután a Temes megyei Magyarszentmártonban (1966–68), Zsombolyán (1968–75) és Újszentesen (1975-től) tanított. 1984-ben betegnyugdíjba kényszerült.
A Valakinek el kell mondanom c. antológiában (Temesvár, 1979) jelentkezett más temesvári fiatalokkal (Baranyi Ferenc, Illés Mihály, Oberten János, Tóth Tibor), s szerepelt a temesvári magyar irodalmi kör Lépcsők c. antológiáiban is. Írni férje ösztönzésére kezdett, akivel több közös kötetet is publikált. Első, átütő sikerüket egy humanista világlátású fiktív Bolyai János-kötettel aratták, amely a matematikaelméletbe ágyazott bravúros stílusutánzás. Ezt követte tudományos-fantasztikus könyveik sora, amelyekben fiktív lények (a Heraklidák) által létrehozott mesterséges társadalmat modelleztek. Ezeknek a Héraklész-mítoszra és jelképrendszerre való utalásokkal gazdagon átszőtt regényeknek kulcskérdése a hatalom működése, valamint a tömegekhez való viszonya. Az eltérő szerkezetű, de végső fokon mindig embertelen, az egyéni különbségekkel szemben intoleráns társadalmak végül összeomlanak, hol kevesek összeesküvése, hol a tömegek közös fellépése vagy a belső bomlás miatt.

## Kötetei
- Bolyai János jegyzeteiből (versciklus, Mandics Györggyel, Bukarest, 1979)
- Baleset (regény, Temesvár, 1981)
- Vasvilágok (tudományos-fantasztikus elbeszélések, Mandics Györggyel, Bukarest, 1986)
- Kakas Karcsi kalandjai (mesefüzér, Bukarest, 1986); in: Nagyapó mesefája, 15.
- Gubólakók (tudományos-fantasztikus elbeszélések, Mandics Györggyel, Bukarest, 1988)
- A dromosz (tudományos-fantasztikus novellafüzér, Bukarest, 1992)

## Társasági tagság
- Ady Endre Irodalmi Kör

## Díjak, elismerések
- 1979-ben elnyerte a Franyó Zoltán Irodalmi Kör évi első díját.